# Bošnjačko-hrvatski sukob: Fojnica
Fojničku općinu je zaobišla srpska agresija 1992. godine. Ipak, u Fojnici je osnovan fojnički HVO u čije su redove išli Hrvati, a osim njih i Bošnjaci. I kada se držalo da je Fojnica oaza mira u ratnoj Bosni i Hercegovini, ispod tog privida bilo je prilično nemirno. Fojnički Hrvati i Bošnjaci nisu baš vjerovali jedni drugima. Već u lipnju 1992. dolazi do prvih trvenja između dva naroda. Rastače se krhki mir, a rastu napetosti, nesuglasice. Iz HVO-a Bošnjaci, koji će s kasnije samostalno vojno organizirati kao Armija BiH.
Iz geopolitičkih i gostrateških razloga Bošnjaci žele Fojnicu cestovno povezati sa Zenicom, u kojoj je trebala biti rezervna lokacija boravka političkog i vojnog vrha tadašnje Republike Bosne i Hercegovine. Fojnički Hrvati su pak htjeli cestovnu vezu preko Uskoplja i Prozor-Rame s Hercegovinom i Hrvatskom. Zbog različitih tendencija o tome, a i o drugome, rastu napetosti. Bošnjaci preuzimaju svu vlast u svoje ruke u Fojnici. Oni "čiste" Hrvate iz tijela općinskih vlasti, s rukovodećih položaja u gospodarstvu, školstvu, zdravstvu, kulturi.
VOS GS HVO 22. srpnja 1992. izvijestio je da je bilo u Fojnici problema u odnosima između HVO i TO, odnosno muslimanskih snaga. Postoje dva zapovjedništva. Dok se HVO bori i drži borbene crte prema Srbima, muslimanska TO bježi s položaja, paradira po gradovima, pljačka i bacaju ljagu na HVO. Na prostoru srednje Bosne svi zapovjednici TO su pripadnici bivše JNA, a središte muslimanskog fundamentalizma je u Zenici. Cijelom mrežom i situacijom diktira Džemo Merdan stvarajući netrpeljivost i sukobe između muslimana i Hrvata. U Zenici se pripremaju i obučavaju jedinice za djelovanje protiv postrojbi HVO., iste se obučavaju u mudžahedinskom stilu (fanatizam). Postojao je osnovni plan koji se sastoji u tom da iz centra preko Visokog presijeku Kiseljak i Fojnicu te istovremenim udarom preko Uskoplja, Novog Travnika i Travnika odsjeku sve dijelove HB i da zaokruže svoj naum o preuzimanju srednje Bosne u svoju muslimansku džamahiriju što otvoreno propagiraju kroz Tespih diviziju i Handžar diviziju.
Prvi ozbiljniji incident zbio se 3. svibnja 1993. godine na planini Zec. Bošnjaci su oskvrnuli spomen-križ na toj planini, što je uznemirilo Hrvate-katolike i ogorčilo ih jer su taj čin doživjeli kao udar na svoju vjeru.
Bitka za grad i okolicu trajala je od 1. lipnja do 10. lipnja 1993., a konačni završetak 16. srpnja.
Otvoreni oružani sukob na području općine Fojnica izbio je 1. lipnja 1993. godine. Toga dana pripadnici Armije BiH pucaju na ophodnju HVO-a na Dugom Brdu kod Fojnice. Ginu dva vojnika HVO-a. U 10:45 istog dana postrojbe Armije BiH iz pravca sela Dušina i Pogorelića napadaju hrvatska sela Božići, Gojevići i Lužine. Napad je bio masovan i žestok, a izveden na dan bošnjačkog vjerskog blagdana - Bajrama. Dok je napad trajao, u zapovjedništvu kanadskog bataljuna UNPROFOR-a upravo se održavao sastanak predstavnika Armije BiH i HVO-a, kojemu je bio cilj postizanje primirja. U tim vojnim okršajima Armija BiH je uspješnija, jer je brojnija, bolje naoružana i više motivirana za osvajanje hrvatskih prostora u općini Fojnica. Toga dana stradavaju katolička crkva i samostan časnih sestara, vojnici Armije BiH pljačkaju hrvatske kuće, pale ih, protjeruju i hrvatsko stanovništvo. Iz fojničkih sela Tovarište, Ragale i još nekih drugih pripadnici Armije BiH 2. lipnja 1993. godine protjeruju hrvatsko stanovništvo, bez ikakva razloga odvode ih u zatvore, pljačkaju njihovu imovinu. Dosta je Hrvata tada fizički maltretirano.
Fojnički su Hrvati su, u nastojanju da se održi mir, stupili u vezu s UNPROFOR-om, koji je bio stacioniran u Kiseljaku. Zamolili su ih za posredovanje, pa je o toj temi u Fojnici ostvareno više sastanaka između fojničkih Hrvata i Bošnjaka. Činilo se da će sastanci i razgovori uroditi plodom. Samostan su više puta posjetili najviši dužnosnici UNPROFOR-a na čelu s brigadnim generalom Heizom. Bio je čak potpisan i nacrt ugovora o miru. Zamišljeno je, naime, bilo da se Fojnica proglasi sanitetskom zonom, što je predviđeno Statutom Ujedinjenih Naroda. I kada je trebalo da to sve bude ostvareno, Fojnicu je posjetio i general Phillipe Morillon, u pratnji općinskih dužnosnika HVO-a i Armije BiH, kao i gvardijana Nikice Miličevića te imama Ramiza Pašića i Mensura Pašalića. Obišli su župnu crkvu, samostan, džamiju i Islamsku zajednicu. Usprkos tim nastojanjima, 2. srpnja 1993. godine buknuo je rat u Fojnici. Oružane snage Armije BiH napale su dio gradića nastanjenog Hrvatima. Osvajana je ulica po ulica. Te večeri Fojnica je gorjela. Franjevački samostan i crkva nalazili su se između dvije vatre. Samostan je i prije bio oštećen, a sada su njega i crkvu zasipali metci i granate, a u njemu je bilo sedam fratara, a ne vojska. Vojnici Armije BiH posebno su ugrozili crkvu i samostan tako da su niz brdo kotrljali zapaljene gume napunjene eksplozivom.
Pred silovitim napadima pripadnika Armije BiH, s Malkoča (zadnje linije obrane Fojnice), 16. srpnja 1993. godine povlače se pripadnici HVO-a. S njima je u zbjeg krenulo šest tisuća Hrvata. Armija BiH zauzima i fojničke bolnice u kojima se nalazi oko 800 invalida i retardiranih osoba. Sedam franjevaca i pet časnih sestara ostaje u fojničkom samostanu. Oni promatraju kako Bošnjaci pljačkaju hrvatske kuće. Sva sela koja su zauzeli pripadnici Armije BiH spalili su poslije pljačke. Posebno su stradali Bakovići, Tješilo, Lučice, Ragale i Mujakovići. Ne zna se točno koliko je Hrvata tada ostalo u gradiću, a nastavlja se njihovo mučenje i ubijanje. Zapaljeni su pošta, ratna bolnica, hotel, tvornica trikotaže, tvornica za preradu drveta. Hrvati su odvođeni u zatvor "Silos" u Kaćunima, u općini Busovača, ili u Osnovnu školu "Kata Govorušić" u Fojnici.
██ HVO
██ HVO osvojio od ARBiH
██ VRS
██ VRS osvojila od ARBiH
██ ARBIH
██ ARBiH osvojila od HVO
██ HVO - HZ Soli - bez oružanog sukoba. HVO se sam raspustio, teritorij preuzela ARBiH
██ HVO Bihać - bez oružanog sukoba. Skupa s ARBiH.
██ HVO Sarajevo - HZ Vrhbosna - bez oružanog sukoba. ARBiH prisilno ukinula HVO.
Prema tadašnjim novinskim izvješćima, u gradu su ubijena 22 Hrvata, vojnika HVO-a i civila, 212 ih je zatočeno, iz 22 sela općine Fojnica protjerani su Hrvati, presječene su vodovodne cijevi hrvatskim selima i bolnici za retardirane u Bakovićima. Bolesnici u lječilištima ostaju bez njege, troje djece, duševnih bolesnika, zbog toga je preminulo. U Fojnici je ostalo samo 70 katolika (Hrvata), a čitava župa s 1300 obitelji i 5300 vjernika spala je na 674 obitelji i 1472 vjernika, koji su ostali u fojničkim selima pod nadzorom HVO-a.
Nakon pada gradića Fojnice, HVO je poduzeo akcije u kojima je popravio svoj položaj na fojničkom bojištu.
12. 11. '93 je bila akcija na Bašinom brdu u kojem je HVO zauzeo područje Bašinih Brda, Gojeviće i Bakoviće te došao na ulaz u gradić Fojnicu. ABiH se povlači iz grada, međutim radi političke klime, HVO ga ne zauzima. U sljedećih dan-dva, aBiH ponovno zauzima Fojnicu. Prilikom toga dolazi do ratnog zločina od strane aBiH, ubojstva fratara u Fojnici, a spaljene su i dvije starije Hrvatice u Šćitovu.
U razdoblju od 31. siječnja do 5. veljače, dakle prije potpisivanja Washingtonskog sporazuma, HVO je pokrenuo akciju Zavrtaljka (zauzeće dominantnih kota u kiseljačkoj općini i priprema za deblokadu lašvanske doline povezivanjem s kiseljačkim HVO-om). Ta akcija je bila dio većeg plana, povezivanja hrvatskih prostora i opće deblokade hrvatskih enklava, dio kojih je bila i akcija Tvigi 94 u kojoj su zauzete Here, dominantna kota u Rami i na putu iz Hercegovine prema srednjoj Bosni.

## Vanjske poveznice
- HercegBosna  /C.R.Shrader – Muslimansko-hrvatski građanski rat u Srednjoj Bosni | HB.org/: Napad ABiH 02. – 10. srpnja 1993. i pad Fojnice, 10. srpnja 2010.
- Poskok.info  Arhivirana inačica izvorne stranice od 26. veljače 2017. (Wayback Machine) /C.R.Shrader – Muslimansko-hrvatski građanski rat u Srednjoj Bosni | HB.org/: KAKO JE ABIH ČISTILA BIH OD BH GRAĐANA: Napad ABiH 02. – 16. srpnja 1993. i pad Fojnice, 17. lipnja 2014.